# Strabomantis cornutus
Espèce
Synonymes
- Limnophys cornutus Jiménez de la Espada, 1870
- Limnophys napaeus Jiménez de la Espada, 1870
- Eleutherodactylus cornutus (Jiménez de la Espada, 1870)

Statut de conservation UICN

 VU B1ab(iii) : Vulnérable
Strabomantis cornutus est une espèce d'amphibiens de la famille des Craugastoridae.

## Répartition
Cette espèce se rencontre entre 1 150 et 1 800 m d'altitude sur le versant amazonien de la cordillère Orientale ;
- en Colombie dans les départements de Caquetá et de Putumayo ;
- en Équateur.

## Publication originale
- Jiménez de la Espada, 1870 : Faunae neotropicalis species quaedam nondum cognitae. Jornal de sciencias mathematicas, physicas e naturaes, Academia Real das Sciencas de Lisboa, vol. 3, p. 57-65 (texte intégral).